# أحمد كمال (لاعب كرة قدم مواليد 1981)
أحمد كمال لاعب كرة قدم مصري، من ناشئي نادي الزمالك ، ولعب لنادي الزمالك موسم 2001–2002 وأيضًا لعب لناديي حرس الحدود واتحاد الشرطة.

ولعب مع المنتخب الوطني عدة مباريات ودية، وكان ضمن تشكيلة المنتخب التي واجهت المنتخب الرواندي في 5 سبتمبر 2009 في التصفيات المؤهلة لكأس العالم 2010 ولكنه كان احتياطيًّا ولم يشارك.

وكانت أول مباراة له مع المنتخب الوطني في 12 أغسطس 2009 أمام المنتخب الغيني حيث شارك بديلًا للاعب سيد معوض في الشوط الثاني (بمعدل 25 دقيقة).

## الألقاب والإنجازات
- كأس مصر لكرة القدم: 2001–2002 ، 2009–2010
- كأس السوبر المصري: 2009

## وصلات خارجية
- أحمد كمال